# Martonyi
Martonyi là một thị trấn thuộc hạt Borsod-Abaúj-Zemplén, Hungary. Thị trấn này có diện tích 17,57 km², dân số năm 2010 là 400 người, mật độ 23 người/km².